# Малков Петро Олександрович
Малков Петро Олександрович (рос. Малков Петр Александрович; нар. 26 березня 1960, Орськ, Оренбурзька область, СРСР) — український і радянський хокеїст, нападник.

## Кар'єра гравця
Вихованець орського хокею. Виступав за армійські клуби Куйбишева, Хабаровська. На початку 80-х років переїхав до клубу «Кристал» (Саратов), де виступає до сезону 1983/84 років. Влітку 1985 року заявлений у складі київського «Сокола». П'ять сезонів відіграв за столичний клуб у чемпіонаті СРСР. Провів у «Соколі» 215 матчів, закинув 73 шайби, зробив 75 результативних передач. У складі ЦСКА провів 26 матчів, закинув 1 шайбу, зробив 5 результативних передач. Три сезони відіграв за швейцарську «Амбрі-Піотту» у НЛА.
У складі київського «Сокола» став фіналістом Кубка Шпенглера 1986 року.

## Тренерська кар'єра
- 1995 - 1998 — тренер «Амбрі-Піотта»
- 1999 - 2000 — тренер «Фрібур-Готтерон»
- 2000 - 2003 — говоний тренер юніорської команди «Амбрі-Піотта»
- 2003 - 2005 — головний тренер ХК «Трамелан»
- 2005 - 2007 — старший тренер дитячо-юнацької спортивної школи «Амбрі-Піотта»
- 2007 - 2008 — головний тренер молодіжної команди «Амбрі-Піотта»
- 2008 - 2010 — асистент головного тренера Торпедо (Нижній Новгород)
- 2012 - 2013 — асистент головного тренера Кубань (Краснодар)
- 2013 - 2014 — головний тренер та асистент головного тренера ХК «Ред Айс»
- 2014 - 2015 — директор клубу «Амбрі-Піотта»

## Статистика
Статистика виступів у вищій лізі чемпіонату СРСР.
| Сезон                    | Команда                  | Ліга                     | І   | Г  | П  | 0   | Штр |
| ------------------------ | ------------------------ | ------------------------ | --- | -- | -- | --- | --- |
| 1985/86                  | «Сокіл» (Київ)           | вища                     | 39  | 15 | 14 | 29  | 18  |
| 1986/87                  | «Сокіл» (Київ)           | вища                     | 40  | 15 | 9  | 24  | 26  |
| 1987/88                  | «Сокіл» (Київ)           | вища                     | 44  | 14 | 19 | 33  | 20  |
| 1988/89                  | «Сокіл» (Київ)           | вища                     | 44  | 11 | 11 | 22  | 29  |
| 1989/90                  | «Сокіл» (Київ)           | вища                     | 48  | 18 | 22 | 40  | 22  |
| 1990/91                  | ЦСКА (Москва)            | вища                     | 26  | 1  | 5  | 6   | 2   |
| Усього у вищій лізі СРСР | Усього у вищій лізі СРСР | Усього у вищій лізі СРСР | 241 | 74 | 80 | 154 | 117 |